# Skotská vlajka

Skotská vlajka
Poměr stran: 3:5

Vlajka Skotska, jedné ze zemí Spojeného království, (skotskou gaelštinou bratach na h-Alba, skotsky Banner o Scotland), známá též jako  Ondřejský či Svatoondřejský kříž, je tvořena modrým listem o poměru stran 3:5 s bílým Ondřejským křížem (ve tvaru ležatého písmene X).
Správnou vlajkou, již při různých příležitostech vyvěšují všechny soukromé osoby a společnosti, je právě Ondřejský kříž, nikoli Královská skotská standarta (červený lev v červeném rámu na žlutém poli), která je historicky standartou skotských králů a Skotského království. Tato vlajka se také, je-li to možné, vyvěšuje na skotských vládních budovách, a sice s určitými výjimkami každý den od 8.00 do západu slunce.

Rozměry skotské vlajky

## Historie

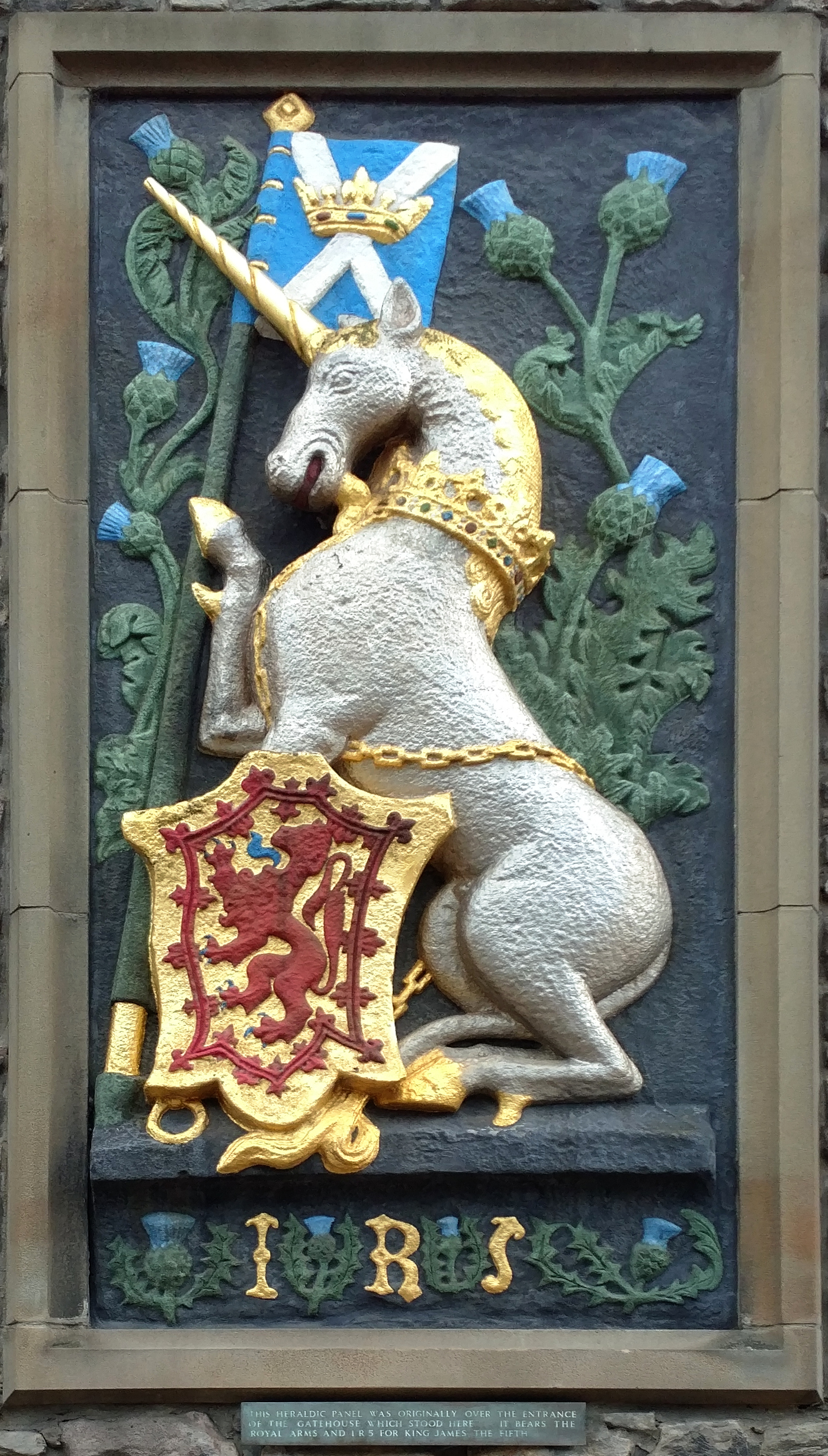
Erb skotského krále Jakuba V.

Prvním záznamem o použití vlajky je ilustrace heraldického praporu v Registru skotských erbů sira Davida Lyndsayho z doby kolem roku 1542. Je možné, že tato ilustrace je založena na předcházejícím použití bílého kříže v kantonu modré vlajky, kterou podle obecného mínění zhotovila koncem 15. století královna Markéta Dánská, žena skotského krále Jakuba III. (1451–1488).
Svatoondřejská tradice coby patrona Skotska se rozvíjela mezi 13.a 14. stoletím. Arbroathská deklarace o skotské nezávislosti z roku 1320 (anglicky Declaration of Arbroath, skotsky Declaration o Aiberbrothock, latinsky Declaratio Arbroathis) se zmiňuje o přechodu Skotska ke křesťanství vedeném „prvním apoštolem“ sv. Ondřejem. Zobrazení svatého ukřižovaného na kříži – ikonografická tradice, jež se stala běžnou koncem 12. století – je použito na pečeti „Strážců Skotska“ neboli regentů, kteří vládli Skotsku v období let 1286–1292 a 1296–1306, jež pochází z roku 1286.
Diagonální (ležatý) kříž se v období středověku používal jako polní korouhev bez jakéhokoli spojení se sv. Ondřejem. Spojení mezi polním praporem a legendárním způsobem ukřižování svatého Ondřeje mohlo vzniknout ve Skotsku koncem 14. století. Skotský parlament vydal v době anglické invaze do Skotska v roce 1385 nařízení, že každý skotský a francouzský voják, který bojuje proti Angličanům vedeným králem Richardem II., „má být vepředu a vzadu označen bílým křížem svatého Ondřeje“.
James Douglas, 2. Earl Douglas, (asi 1358–1388) údajně v roce 1388 v bitvě u Otterburnu použil korouhev s ondřejským křížem v žerďové části. Bílý ležatý kříž se rovněž nacházel v kantonu modré vlajky řemeslných společenství Edinburghu zhotovené královnou Margaretou (viz výše).
Použití bílého svatoondřejského kříže na modrém poli jako námořní vlajky je zaznamenáno z roku 1507, kdy zavlála na karace Královského skotského námořnictva Great Michael. Jako korouhev se ležatý kříž na modrém poli poprvé objevuje v roce 1542 v Registru skotských erbů skotského heraldika sira Davida Lyndsayho, kde královský znak Skotska podpírají dva jednorožci, z nichž každý drží svatoondřejskou standartu.
Podle legendy, kterou uvádí hlavní vexilolog londýnského Flag Institutu Graham Bartram se prý v bitvě s přesilou Anglů v roce 832 zjevilo piktskému králi Óengovi (Angusovi) II. na obloze znamení, kdy mraky vytvořily kříž, na němž byl ukřižován svatý Ondřej. Óengus slíbil, že když sv. Ondřej pomůže jeho vojsku porazit nepřítele, učiní jej patronem svého království. Spojené síly Piktů a Skotů skutečně nad vojskem Anglů zvítězily a svatý Ondřej se stal svatým patronem království Piktů. Když pak piktský král Kenneth I. sjednotil Pikty a Skoty a stal se prvním skotským králem, stal se svatý Ondřej svatým patronem celého Skotska.